# Aiakas zinorum
Aiakas zinorum är en fiskart som beskrevs av Anderson och Gosztonyi, 1991. Aiakas zinorum ingår i släktet Aiakas och familjen tånglakefiskar. Inga underarter finns listade i Catalogue of Life.